# Stazione di Trento
Stazione di Trento vasútállomás Olaszországban, Trentino-Alto Adige régióban, Trento településen.

## Vasútvonalak
Az állomást az alábbi vasútvonalak érintik:
- Brenner-vasútvonal
- Trento–Velence-vasútvonal

## Kapcsolódó állomások
A vasútállomáshoz az alábbi állomások vannak a legközelebb: 
- Stazione di Lavis
- Stazione di Trento Santa Chiara
- Stazione di Mattarello